# Dancehall
El Dancehall és un gènere de música popular jamaicana que es va originar a final dels 70. Inicialment, el dancehall era una versió més simple del reggae que l'estil roots, el qual havia dominat gran part dels 70. A meitat dels 80, la instrumentació digital esdevenia més freqüent, canviant el so considerablement, esdevenint el dancehall digital (o "ragga") cada cop més caracteritzat per ritmes més ràpids. Un dels elements claus del dancehall és l'ús extens del patois jamaicà més que l'anglès estàndard i un pes essencial en la pista instrumentals (o riddims).
El dancehall va tenir un gran èxit inicial dins de Jamaica en els 80, i en els 90, es va convertir cada cop més popular en comunitats de la diàspora jamaicana. En els 2000, el dancehall va experimentar a tot el món un èxit generalitzat, i pel 2010, va començar a influir fortament en la feina d'artistes i productors occidentals establerts, els quals han ajudat a portar més enllà el gènere a la idea dominant de música occidental convencional.

## Història

### Desenvolupament
El dancehall pren el seu nom de les pistes de ball jamaicanes, on els enregistraments jamaicans en discos de vinil es reproduïen als sound systems locals.
Van començar a finals dels 40 entre persones de la ciutat interior de Kingston, que no podien participar en les festes dels barris alts. Canvis socials i polítics a Jamaica al final dels 70, incloent el canvi de govern socialista de Michael Manley (Partit Nacional del Poble) a Edward Seaga (Partit Laboral de Jamaica), van ser reflectits en el gir des del més internacionalment orientat roots reggae cap a un estil més dirigit cap a consum local i a to amb la música que els jamaicans havien experimentat quan els sistemes de so actuaven en directe. Temes d'injustícia social, repatriació i sobre el moviment Rastafari eren superats per lletres sobre dansa, violència i sexualitat.
Musicalment, es van reciclar ritmes més antics que els de finals dels 60, acreditant Sugar Minott com l'originador d'aquesta tendència. Va afegir lletres noves a ritmes antics d'Studio One, on ell treballava com a músic d'estudi. Als 70, Big Youth, U Roy, i I Roy eren DJs famosos. Al mateix període, el productor Don Mais va renovar ritmes antics a Channel One Studios, utilitzant la banda Roots Radics. Aquesta banda va acabar treballant amb Henry "Junjo" Lawes damunt d'alguns dels primers enregistraments clau de dancehall, incloent els que van establir Barrington Levy, Frankie Paul, i Junior Reid com a estrelles de reggae importants. Altres cantants que van emergir en l'era primerenca del dancehall com a estrelles importants inclouen Don Carlos, Al Campbell i Triston Palma, i també noms més establerts com Gregory Isaacs i Bunny Wailer es van adaptar amb èxit.
Sound systems com Killimanjaro, Black Scorpio, Gemini Disco, Virgo Hi-Fi, Volcano Hi-Power i Aces International aviat van aprofitar-se del nou so i van introduir una ona nova de deejays. Els toasters més antics eren superats per noves estrelles com Captain Sinbad, Ranking Joe, Clint Eastwood, Lone Ranger, Josey Wales, Charlie Chaplin, General Eco i Yellowman, un canvi reflectit per l'àlbum A Whole New Generation of DJs al 1981, produït per Junjo Lawes, tot i que molts van retornar a U-Roy per inspirar-se. Els discos d'aquests deejays esdevenien, per primer cop, més important que els discos en que col·laboraven cantants. Una altra tendència era àlbums de sound clash, presentant deejays rivals o sistemes de so que competien cap a cap per l'agraïment d'una audiència en directe, amb cassets clandestins que sovint documentaven la violència que provenia de tals rivalitats.
Yellowman, un dels artistes de dancehall primerenc més exitós, va ser el primer deejay jamaicà en signar amb una discogràfica americana important, i per un temps va gaudir d'un nivell de popularitat dins Jamaica rival amb el que gaudia Bob Marley. Al principi dels 80 també van aparèixer deejays dones a la música dancehall, com Lady G, Lady Saw, i Sister Nancy. Altres dones estrelles del dancehall inclouen artistes com Diana King i des de final dels 90 als 2000 a Ce'cile, Spice, Macka Diamond i més. En aquest últim període Beenie Man, Bounty Killer, Mad Cobra, Ninjaman, Buju Banton, i Super Cat esdevenen els principals DJs de dancehall a Jamaica.

## Teoria del DJ
Els sistemes de so i el desenvolupament d'altres tecnologies musicals van influir en gran manera en la música dancehall. La música necessitava "arribar on la ràdio no podia" perquè els jamaicans solien estar a l'exterior sense ràdios. Especialment perquè l'audiència de les sessions dancehall eren persones de classe baixa, era extremadament important que fossin capaços de sentir música. Els sistemes de so van permetre a la gent escoltar música sense haver de comprar una ràdio. Per això, la cultura del dancehall va créixer a la vegada que l'ús de la tecnologia i que els sistemes de so milloravemn.
L'escena del dancehall jamaicà va ser creada des de la creativitat i el desig per l'accessibilitat, i és inseparable de la cultura del sistema del so (sound system). El terme ‘Dancehall', mentre ara és típicament utilitzat com a referència al gènere musical específic i singularment jamaicà, al principi es referia a una ubicació física. Aquesta ubicació era sempre un local a l'aire lliure on els DJs i més tard "Toasters", els precursors dels MC, podien actuar i mostrar les seves barreges originals i cançons per l'audiència a través dels seus sistemes de so. El fàcil accés al local juntament amb la naturalesa mòvil, innata del sistema de so, va permetre que els intèrprets arribessin a les persones. Al principi de l'escena dancehall, els sistemes de so eren l'única manera que algunes audiències jamaicanes poguessin sentir les últimes cançons dels artistes populars. Més tard, es va transformar en el lloc on els proveïdors dels sistemes de so eren els artistes i van esdevenir a qui les persones venien a veure juntament amb les seves pròpies cançons. Amb un volum extrem i les freqüències subgreus dels sistemes de so, les persones locals podien sentir les vibracions dels sons abans que fins i tot els escoltessin, encara que el so viatjava a quilòmetres. Aquest plaer sensorial visceral actua com un far, redefinint l'experiència musical.
Jamaica va ser de les primeres cultures en iniciar el concepte de remesclar. Com a resultat, el nivell de producció i la qualitat dels sistemes de so van ser crítics en l'amistat entre Jamaica i la indústria de la música. Ja que molts locals no es podien permetre sistemes de so casa seva, escoltar-ne un a una festa o a un festival era la seva oportunitat per la felicitat auditiva. El llibre dels escriptors Brougtton i BrewsterLast Night a DJ Saved My Life exposa que els sistemes de so eren un producte de l'estil de vida social jamaicà. L'èxit de la música ja no anava només de la mà d'una persona, depenia del DJ, dient paraules poètiques a l'audiència, depenia del selector, harmonitzant ritmes d'una manera estètica i complaent, i depenia de l'enginyer de so, cablejant els sistemes de so per manipular tons de baix més profunds i greus. La música va esdevenir un factor de molts elements i el component físic d'aquell so era un trencaclosques estratègic que ha quedat pels músics per solucionar.

## Dancehall 1980s
L'èxit del senzill de King Jammy del 1985, "(Under Me) Sleng Teng" amb Wayne Smith, amb un ritme neganxós totalment digital va agafar el món del dancehall reggae com una tempesta. Molts donen crèdit a aquesta cançó de ser el primer ritme digital en reggae, sent un ritme fet des d'un Casio MT-40 teclat. El ritme "Sleng Teng" va ser utilitzat a sobre d'aproximadament 200 enregistraments.
El poeta de dub Mutabaruka va dir, "si el reggae dels 70 era vermell, verd i groc, a la següent dècada va ser com cadenes d'or". El dancehall va ser extret de la cultura i les arrels suaus del reggae, i hi hi havia molt debat entre puristes sobre si havia de ser considerat una extensió del reggae.
Aquest canvi dins l'estil va veure un altre cop l'aparició d'una generació nova d'artistes, com Bucaner, Capleton, i Shabba Ranks, qui va esdevenir l'estrella més gran de ragga al món. Un conjunt nou de productors també van aconseguir prominència: Philip "Fatis" Burrell, Dave "Rude Boy" Kelly, George Phang, Hugh "Redman" James, Donovan Germain, Bobby Digital, Wycliffe "Steely" Johnson i Cleveland "Clevie" Brown (aka Steely & Clevie), que van pujar fins a desafiar la posició d'Sly&Robbie com la secció de ritmes davantera de Jamaica .

## Dancehall 2000s
Al principi dels 2000s, el dancehall havia obtingut popularitat al corrent musical dominant dins Jamaica, així com en els Estats Units, Canadà, Australasia i parts occidentals d'Europa. Això va ser vist inicialment en artistes com Sean Paul, el senzill del qual "Get Busy" (2003) va esdevenir el primer senzill de dancehall en assolir el número 1 a la llista dels EUA Billboard Hot 100.
A diferència del dancehall més primerenc, aquesta nova evolució va ser caracteritzada per estructures de música escoltada generalment a la música pop dominant, com repetir cors, tonades melòdiques, i ganxos. Algunes lletres eren més netes i presentaven menys contingut sexual i paraulotes.
Alguns dels artistes que van popularitzar aquesta nova era de dancehall van ser Bounty Killer, Beenie Man, Shalkal, Elephant Man, Popcaan, Vybz Kartel, Konshens, Mr. Vegas, Mavado, Ward 21, Lady Saw i Spice, alguns dels quals van aconseguir èxit internacional.

## Dancehall 2015-Present
El dancehall va veure una nova ona de popularitat als mercats occidentals a meitats de la dècada dels 2010, amb un èxit comercial immens aconseguit per un gran número de senzills de dancehall-pop, incloent el treball de Rihanna "Work" (2016) i el "Onde Dance" de Drake i "Controlla" (2016).
Varis artistes occidentals han admès haver estat inspirats per la música dancehall, incloent a Major Lazer, del qual senzills comercialment exitosos "Lean on" (2015), "Light It Up" (2015) i "Run Up" (2017) els quals depenen fortament en la música dancehall. Diversos artistes de hip-hop i R&B també han publicat materials inspirats en la música dancehall, incloent a Drake, que ha mencionat a Vybz Kartel com una de les seves "inspiracions més grans."
Al 2014, Drake va prendre interès en Popcaan i el va posar en contacte amb el productor de MixPak Dre Skuyll per publicar el seu àlbum de debut "Where We Come From". L'àlbum tenir un enorme èxit comercial i va rebre un premi de MOBO del Regne Unit pel Millor Àlbum de Reggae del 2015. L'any 2016 va veure la publicació de l'àlbum de l'artista rival de Popcaan Alkaline "New Level Unlocked" sota DJ Frass Records, que va coronar les llistes a Jamaica, així com ser ben rebut als EUA i al Regne Unit.
Popcaan i Alkaline sempre han estat artistes rivals a Jamaica i és molt debatut qui és el nou rei del dancehall, des que Vybz Kartel va entrar a la presó al 2011. Es diu que l'èxit de Popcaan és en gran part gràcies al suport de Vybz Kartel en els seus inicis i del suport més recent de Drake.
Des del 2016, el dancehall ha resorgit amb popularitat global, i artistes com Alkaline, Popcaan, Masicka, Aidonia i Rygin King es reconeixen com alguns dels artistes més profunds i actius d'aquest període fins a l'actualitat, així com artistes del Regne Unit com Stefflon Don. La competència és feroç al dancehall jamaicà sent un artista actiu, ja que s'haurien de publicar més de 12 senzills per any per mantenir-se al cim.